# Stolpirischer Kreis
Der Stolpirische Kreis, auch Stolpirscher Kreis und Stolpischer Kreis genannt, war ein markbrandenburgischer Kreis in der Uckermark, der sich im Verlauf des 16. Jahrhunderts herausbildete und bis 1816 Bestand hatte. Er ging in der damaligen Kreisreform und Neuordnung der Uckermark im Wesentlichen im Kreis Angermünde auf. Der nördlichste Teil kam zum Kreis Prenzlau. Kleinere Teile liegen heute im Land Mecklenburg-Vorpommern. Der Stolpirische Kreis in der Uckermark darf nicht mit dem Kreis Stolp (auch Stolper Kreis genannt) in Hinterpommern verwechselt werden.

## Geographische Lage
Der Stolpirische Kreis bestand aus drei Teilen. Zwei Teile erstreckten sich im Wesentlichen entlang eines Gebietsstreifens westlich der Oder von der Finow und nördlich Eberswalde, einschließlich Joachimsthal, Greiffenberg und Brüssow bis nach Löcknitz. Dieser Streifen war durch einen schmalen Streifen von Orten des Uckermärkischen Kreises in Höhe von Gramzow, das zum Uckermärkischen Kreis gehörte, unterbrochen. Östlich dieses Gebietsstreifens (nördlich von Gartz), aber noch westlich der Oder lag eine kleine Exklave, die nur aus dem Dorf Tantow bestand. Andere Orte gehörten zur Hälfte zu Pommern und zur Hälfte zum Stolpirischen Kreis.

## Geschichte
Bereits 1230 hatten die Pommern-Herzöge Barnim I. und Wartislaw III. (nach der Märkischen Fürstenchronik) auf Teltow und Barnim verzichtet und die südliche Uckermark bis zur Welse an die brandenburgischen Markgrafen verkauft. Dieses Gebiet wurde zumindest bis 1375 aber zum Barnim gerechnet. Das eigentliche Uckerland nördlich der Welse kam erst 1250 durch den Vertrag von Landin in den Besitz der brandenburgischen Markgrafen Johann I. und Otto III. Bis zum Ende des 12. Jahrhunderts bildeten das Herzogtum Pommern und das Bistum Cammin eine Einheit. Nach dem Übergang des Uckerlandes an die Mark Brandenburg konnte das Bistum Cammin seinen Anspruch bzw. seine Zuständigkeit auf die Uckermark aber bis zur Reformation behaupten. 1354 musste der brandenburgische Markgraf Ludwig der Brandenburger große Teile der östlichen Uckermark, die terra Stolpe, an die pommerischen Herzöge Otto I. und seinen Sohn Barnim III. abtreten. Das Gebiet verblieb für die nächsten 120 Jahre bei Pommern. Erst den brandenburgischen Kurfürsten Friedrich II. und ab 1470 Albrecht Achilles gelang es im Stettiner Erbfolgekrieg, das 1354 verlorene Gebiet und einige kleinere Gebiete darüber hinaus zu besetzen. Im Frieden von Prenzlau musste Herzog Erich II. von Pommern 1472 nicht nur die terra Stolpe abtreten, sondern auch die Lehenshoheit der brandenburgischen Kurfürsten über ganz Pommern anerkennen. 1479 musste auch sein Sohn und Nachfolger Bogislaw X. die Lehenshoheit der Brandenburger Kurfürsten akzeptieren. Infolge dieser 120 Jahre währenden Teilung der Uckermark zwischen der Mark Brandenburg und Pommern bildeten sich zwei Kreise in der Uckermark heraus, der Uckermärkische Kreis und aus der terra Stolpe der Stolpirische Kreis.
Der Stolpirische Kreis verlor aber im Verlauf des 17. und 18. Jahrhunderts immer mehr an Bedeutung bzw. an Eigenständigkeit, und die Uckermark wurde als Einheit aufgefasst. Bratring (1805) handelte deshalb die Städte und Orte der beiden Kreise unter der gemeinsamen Überschrift „Die Ukermark“ ab. Er vermerkte aber noch jeweils hinter den Kurzbeschreibungen der Orte, zu welchem der beiden Kreise sie ursprünglich gehörten.

## Zugehörige Orte
Die Zusammenstellung der zum Stolpirischen Kreis zugehörigen Orte folgt der Arbeit von Bratring (1805):

### Städte und Flecken
- Angermünde, Stadt
- Brüssow, Städtchen
- Greiffenberg, Stadt
- Joachimsthal, Stadt
- Löcknitz, Burgflecken
- Niederfinow, Flecken
- Schwedt, Stadt
- Stolpe, Flecken
- Vierraden, Stadt

### Ortschaften und Einzelhäuser
- Altenhof (Ortsteil der Gemeinde Schorfheide)
- Neuer Amtskrug, heute Sandkrug, Ortsteil der Gemeinde Chorin
- Bagemühl, Ortsteil der Stadt Brüssow
- Battin, bewohnter Gemeindeteil im Ortsteil Grünberg, Stadt Brüssow
- Bergholz, heute eine Gemeinde im Amt Löcknitz-Penkun, Mecklenburg-Vorpommern
- Berkholz, ein Wohnplatz in der Stadt Schwedt/Oder
- Bernsdorf, existiert nicht mehr, heute in Petznick, Stadt Templin aufgegangen
- Biesenbrow, Ortsteil der Stadt Angermünde
- Bismark, heute ein Ortsteil der Gemeinde Ramin, Mecklenburg-Vorpommern
- Blumbergsche Mühle (oder Heilig-Geist-Mühle), heute Blumberger Mühle, Wohnplatz im Ortsteil Görlsdorf der Stadt Angermünde
- Blumenhagen, Ortsteil der Stadt Schwedt/Oder
- Bölkendorf, Ortsteil der Stadt Angermünde
- Bölkenswalde, Forsthaus, lag etwa 2 km westlich von Görlsdorf (Ortsteil von Angermünde), 1817 abgebrochen
- Bredowswalde, richtig Redernswalde, Wohnplatz im Ortsteil Parlow-Glambeck der Gemeinde Friedrichswalde
- Breitendeichsche Mühle, heute Breitenteicher Mühle, Wohnplatz im Ortsteil Frauenhagen, Stadt Angermünde
- Britz, Gemeinde im Amt Britz-Chorin-Oderberg
- Brodowin, Ortsteil der Gemeinde Chorin
- Bruchhagen, heute Ortsteil der Stadt Angermünde
- Bruchmühle oder Bruchhagensche Mühle, heute Wohnplatz im Ortsteil Welsow, Stadt Angermünde
- Bruchwärterhaus, heute Wohnplatz Kuhheide, Stadt Schwedt/Oder
- Brüssow, Stadt
- Buchholz, Wohnplatz im Ortsteil Serwest, Gemeinde Chorin
- Buchsmühle, heute Waldfrieden, Wohnplatz im Ortsteil Gellmersdorf, Stadt Angermünde
- Carmtzow, heute Carmzow, Ortsteil der Gem. Carmzow-Wallmow, Amt Brüssow (Uckermark)
- Caselow, Ortsteil der Gem. Bergholz, Mecklenburg-Vorpommern
- Cavelheide (oder Cavelschütze), Forsthaus, existiert nicht mehr, lag ca. 2,5 km südöstlich Poratz, Lokalität gehört heute zur Gem. Friedrichswalde
- Chorin, heute Amt Chorin, Ortsteil der Gem. Chorin
- Chorinchen, heute Ortsteil Chorin der Gem. Chorin
- Cöllnscher Theerofen, existiert nicht mehr, lag zwischen Krummem Köllnsee und Langem Köllnsee, Gemarkung Joachimsthal
- Criewen, Ortsteil der Stadt Schwedt/Oder
- Crussow, Ortsteil der Stadt Angermünde
- Cunow, das Dorf gehört halb zur Mark Brandenburg, halb zu Pommern, heute Kunow, ein Ortsteil der Stadt Schwedt/Oder
- Damm, Vorwerk, heute in Schwedt/Oder, Stadtteil Talsand aufgegangen
- Damme, Ortsteil der Gem. Grünow, Amt Gramzow
- Dammhaus, Forsthaus, später Vorwerk, existiert nicht mehr, lag südwestlich Kunow
- Densen, Vorwerk, existiert nicht mehr, lag südwestlich von Criewen, Stadt Schwedt/Oder
- Dobberzin, heute ein Ortsteil der Stadt Angermünde
- Eickstedt, heute ein Ortsteil der Gemeinde Randowtal
- Erichshagen, existiert nicht mehr, lag ca. 800 m östlich der Blumberger Mühle auf der Gemarkung Görlsdorf, hart an der Grenze zu Wolletz, letztere Orte sind Ortsteile der Stadt Angermünde
- Fahrenwalde, Gemeinde im Amt Uecker-Randow-Tal, Mecklenburg-Vorpommern
- Falkenwalde, heute Ortsteil der Gemeinde Uckerfelde
- Felchow, heute Ortsteil der Stadt Schwedt/Oder
- Niederfinowsches Schleusenhaus, in Niederfinow aufgegangen
- Flemsdorf, heute Ortsteil der Stadt Schwedt/Oder
- Forst Grimnitz, heute in Grimnitz, Wohnplatz von Joachimsthal aufgegangen
- Forst, heute Forst Joachimsthal, Wohnplatz von Joachimsthal
- Forst, heute in Glambeck, Wohnplatz der Gemeinde Friedrichswalde aufgegangen
- Forsthaus, lag etwas östlich des eigentlichen Ortskerns, heute in Pinnow aufgegangen
- Forsthaus und Torfhaus, vermutlich Torfbruch, Wohnplatz von Heinersdorf
- Frauenhagen, Ortsteil der Stadt Angermünde
- Vorwerk Frauenhagen, Gemeindeteil von Brüssow
- Vorwerk Friedeberg, in Hedwigshof, Gemeindeteil der Gemeinde Carmzow-Wallmow aufgegangen
- Friedrichswalde
- Alt-Galow, Wohnplatz der Gemeinde Schöneberg
- Neu-Galow, Wohnplatz der Gemeinde Schöneberg
- Galowische Mühle, existiert nicht mehr, lag westlich des Vorwerks Alt-Galow
- Gatow, Ortsteil der Stadt Schwedt/Oder
- Gellmersdorf, Ortsteil der Stadt Angermünde
- Glambeck, Wohnplatz der Gemeinde Friedrichswalde
- Görlsdorf, Ortsteil der Stadt Angermünde
- Golm, Ortsteil der Gemeinde Zichow
- Golzow, Ortsteil der Gemeinde Chorin
- Adliges Gut Greifenberg, im Ortsteil Greiffenberg der Stadt Angermünde aufgegangen
- Grimnitz und Alt-Grimnitz, heute Grimnitz, Wohnplatz der Stadt Joachimsthal
- Neu-Grimnitz, heute Neugrimnitz, Ortsteil der Gemeinde Althüttendorf
- Grüneberg, heute Grünberg, Ortsteil der Stadt Brüssow
- Verkehrt-Grünow, heute Grünow, Ortsteil der Stadt Schwedt/Oder
- Grumsin, Wohnplatz im Ortsteil Altkünkendorf, Stadt Angermünde
- Güntersberg, heute Günterberg, Ortsteil der Stadt Angermünde
- Güstow, Ortsteil der Stadt Prenzlau
- Hammelstall, heute ein Gemeindeteil der Stadt Brüssow
- Heinersdorf, heute ein Ortsteil der Stadt Schwedt/Oder
- Herzsprung, Ortsteil der Stadt Angermünde
- Hohenfelde, Ortsteil der Stadt Schwedt/Oder
- Hohenfelde, Ortsteil der Gemeinde Ramin, Mecklenburg-Vorpommern
- Hoppensche Schleuse,
- Alte Hütte (oder Alt Hüttendorf), in Senftenhütte, heute Ortsteil der Gemeinde Chorin, aufgegangen
- Neue Hütte oder Senftenhütte, heute Ortsteil der Gemeinde Chorin
- Althüttendorf, Gemeinde im Amt Joachimsthal (Schorfheide)
- Schulamtssitzvorwerk, entfernt liegender Teer- und Kalkofen (Joachimsthal), das Amtssitzvorwerk ist heute im Stadtgebiet von Joachimsthal aufgegangen, der Teer- und Kalkofen konnte nicht lokalisiert werden
- Joachimsthalische Wasser-, Mahl- und Schneidemühle, heute Wohnplatz Jägerberg, Stadt Joachimsthal
- Amtsvorwerk Kahlenberg, heute Wohnplatz Försterei Kahlenberg, Stadt Eberswalde
- Kalkofen, heute Siedlung Seerandstraße 11 am Westufer des Werbellinsees, Stadt Joachimsthal
- Kerkow, Ortsteil der Stadt Angermünde
- Kreuz (1801: Forsthaus und Taglöhnerwohnung, bei und zu Görlsdorf gehörig) (existiert nicht mehr, Lage:)
- Kröchlendorff, adliges Gut, heute ein Gemeindeteil von Gollmitz, einem Ortsteil der Gemeinde Nordwestuckermark
- Altkünkendorf, Ortsteil der Stadt Angermünde
- Neukünkendorf, Ortsteil der Stadt Angermünde
- An der Kuhbrücke, Forsthaus (oder Am Kuhdamm), heute im Stadtteil Kuhweide aufgegangen (Kuhweide 2)
- Kuhweide, Vorwerk, existiert nicht mehr, lag etwa 300 m nordöstlich von Frauenhagen und am nördlichen Ufer der Welse, Stadt Angermünde
- Hohenlandin, Wohnplatz in der Stadt Schwedt/Oder
- Niederlandin, Wohnplatz in der Stadt Schwedt/Oder
- Liepe, Gemeinde im Amt Britz-Chorin-Oderberg
- Liepesche Schleuse (am Oder-Havel-Kanal), heute Lieper Schleuse 1, Gemeinde Liepe
- Linde, ein Wohnplatz im Ortsteil Stolpe, Stadt Angermünde
- Lützlow, ein Ortsteil der Gemeinde Gramzow
- Lunow, ein Ortsteil der Gemeinde Lunow-Stolzenhagen
- Mellin, existiert nicht mehr, lag östlich von Parlow im Ortsteil Glambeck-Parlow der Gemeinde Friedrichswalde
- Menkin, Gemeindeteil von Wollschow, einem Ortsteil der Stadt Brüssow
- Meyenburg, ein Wohnplatz in der Stadt Schwedt/Oder
- Monplaisir, ein Wohnplatz in der Stadt Schwedt/Oder
- Neue Mühle, Wasser-, Mahl- und Schneidemühle, im Ortsteil Blumenhagen der Stadt Schwedt/Oder
- Mürow, Ortsteil der Stadt Angermünde
- Am Nettelgraben, Theerofen, heute Wohnplatz Theerofen, Gem. Chorin
- Neuendorf, heute Wohnplatz Neuendorf, Stadt Oderberg
- Parstein, Ortsteil der Gemeinde Parsteinsee
- Passow, Ortsteil der Stadt Schwedt/Oder
- Peelitz, heute Pehlitz, heute Wohnplatz im Ortsteil Brodowin, Gemeinde Chorin
- Peetz, Vorwerk, bei und zu Greiffenberg gehörig, unklar (= Petzig?)
- Petzig (oder Petz), heute Peetzig, Wohnplatz im Ortsteil Greiffenberg, Stadt Angermünde
- Pinnow, Gemeinde
- Plantage, Etablissement und Maulbeerplantage bei Glambeck (heute in Glambeck aufgegangen)
- Plöwen, Gemeinde im Amt Löcknitz-Penkun, Mecklenburg-Vorpommern
- Polßen, Ortsteil der Gemeinde Gramzow
- Polzow, Gemeinde im Amt Uecker-Randow-Tal, Mecklenburg-Vorpommern
- Ragöser Mühle, Wohnplatz im Ortsteil Sandkrug, Gemeinde Chorin
- Retzin, Ortsteil der Gemeinde Ramin, Mecklenburg-Vorpommern
- Hohensaaten, Ortsteil der Stadt Bad Freienwalde (Oder)
- Schmargendorf, Ortsteil der Stadt Angermünde
- Schmelze (ab 1880 Parlow), Ortsteil der Gemeinde Friedrichswalde
- Schmiedeberg, Ortsteil der Stadt Angermünde
- Schmöllen, heute Schmölln, Ortsteil der Gemeinde Randowtal
- Schöneberg, Ortsteil der Stadt Schwedt/Oder
- Schönermark, Ortsteil der Stadt Schwedt/Oder
- Schwaneberg, Ortsteil der Gemeinde Randowtal
- Serwest, Ortsteil der Gemeinde Chorin
- Stakensetzerhaus bei der Neuen Mühle (Schwedt), konnte nicht lokalisiert werden
- Steinhöfel, Ortsteil der Stadt Angermünde
- Stendell, Ortsteil der Stadt Schwedt/Oder
- Stendal, Zollhaus, existiert nicht mehr, Areal bei Stendell
- Stendal (oder Herrenhof), Vorwerk, Wohnplatz im Ortsteil Stendell, Stadt Schwedt/Oder
- Stolpesche Mühlen, zwei Wassermühlen, heute Wohnplatz Stolper Mühle im Ortsteil Stolpe, Stadt Angermünde
- Stolzenhagen, Ortsteil der Gemeinde Lunow-Stolzenhagen
- Stützkow. Ortsteil der Gemeinde Schöneberg
- Tantow, Gemeinde im Amt Gartz (Oder)
- Theerofen, heute Julienwalde, Wohnplatz im Ortsteil Landin, Stadt Schwedt/Oder
- Trampe, Ortsteil der Stadt Brüssow
- Unterförsterei im Liepeschen Revier, gehört heute zur Gemarkung Chorin
- Viehmeierei, Vorwerk der Stadt Schwedt, heute in Schwedt/Oder aufgegangen (etwa Berliner Straße 60)
- Wallmow, Ortsteil der Gemeinde Carmzow-Wallmow
- Weinhaus (oder Dammhaus) zwischen Cunow und der neuen Mühle, existiert nicht mehr, lag südwestlich von Kunow
- Welsow, Ortsteil der Stadt Angermünde
- Werbellin, Ortsteil der Gemeinde Schorfheide
- Wildbahn, Forsthaus, heute Wildbahn, Wohnplatz auf der Gemarkung Blumenhagen und Hohenfelde, Stadt Schwedt/Oder
- Wilmersdorf, Ortsteil der Stadt Angermünde
- Woddow, Ortsteil der Stadt Brüssow
- Wolletz, heute Ortsteil der Stadt Angermünde
- Wollschow, heute Ortsteil der Stadt Brüssow
- Zaun, Erbzinsvorwerk, heute Wohnplatz im Ortsteil Brodowin, Gemeinde Chorin
- Zehlenbeck (Zehnbeck), heute Wohnplatz Zehnebeck, Gemeinde Gramzow
- Zerrenthin, Gemeinde im Amt Uecker-Randowtal, Mecklenburg-Vorpommern
- Zichow, Gemeinde im Amt Gramzow
- Ziemkendorf, Ortsteil der Gemeinde Randowtal
- Zietensche Mühle, heute Wohnplatz Ziethenmühle im Ortsteil Frauenhagen, Stadt Angermünde
- Groß-Ziethen, Ortsteil der Gemeinde Ziethen
- Klein-Ziethen, Ortsteil der Gemeinde Ziethen
- Zollhaus bei Hohensaaten, heute Wohnplatz Neuenzoll, Ortsteil Hohensaaten, Stadt Bad Freienwalde
- Zollhaus zu Stendal gehörig, lag am nördlichen Ortsausgang von Stendell, Ortsteil der Stadt Schwedt/Oder, an der Straße nach Jamikow

Das von Bratring aufgeführte Schönwerder lag nicht im Stolpirischen Kreis (nach dem Historischen Atlas).
In der umfassenden Kreisreform von 1816/17 wurde die Uckermark i. w. S. (inklusive des Stolpirischen Kreises) in drei neue Kreise aufgeteilt: Prenzlau (1817: Prenzlowscher Kreis), Templin (1817: Templinscher Kreis) und Angermünde (1817: Angermündescher Kreis).
Der überwiegende Teil des ehemaligen Stolpirischen Kreises gehört heute zum Land Brandenburg. Lediglich einige Orte im nördlichen Teil gehören zum Landkreis Vorpommern-Greifswald im Land Mecklenburg-Vorpommern. Die zentralen Teile, und damit der größte Teil des ehemaligen Stolpirischen Kreises, gehören heute zum Landkreis Uckermark, die südlichen Teile liegen im Landkreis Barnim. Hohensaaten gehört zum Landkreis Märkisch-Oderland.

## Hauptmann
- 1565 Christoff Flanß, Hauptmann zu Angermünde[1]

## Landräte
- 1700 bis 1720 Henning Joachim von Holtzendorf (1668–1748), Landrat[2]
- 1720 bis 1733 Joachim Friedrich von Greiffenberg (1687–1759), Landrat im Stolpirischen Kreis, ab 1733 bis 1759 Landesdirektor[3]
- 1731 bis 1753 Hans von Aschersleben (1698–1772) auf Klockow, wurde 1753 2. Landesdirektor (Vize-Landesdirektor), 1763 Landesdirektor (nach Straubel war Carl Ludwig von Hacke sein direkter Nachfolger.[4] Nach dem Adresskalender von 1756 war er aber nur Vize-Landesdirektor, und nicht auch noch Landrat[5])
- (1756)-(1770) Hans Ernst von Arnim (1717–1782), Landrat auf Lützlow.[5][6] (genaue Amtszeit nicht bekannt, vermutlich bis 1773)
- 1774 bis 1787 (†) Gottlieb/Gottlob Ehrentreich von Greiffenberg, 1773 gewählt, 1774 offiziell bestallt, Nachfolger war Ernst Friedrich von Winterfeld[3]
- 1787 bis 1795 Ernst (Wilhelm) Friedrich von Winterfeld (1733–1795), Landrat des Stolpirischen Kreises, sein Nachfolger war Jacob Heinrich Ludwig von Arnim-Suckow[7][8]
- 1795 bis 1796 Johann Anton Joachim von Arnim (1754–1821), gab das Amt wegen zu großer Entfernung zu seinem Gut Neuensund wieder auf,[9] wurde 1799 zum Landrat des Uckermärkischen Kreises gewählt.
- 1796 bis 1804 (†) Jacob Heinrich Ludwig von Arnim-Suckow (1754–1804), direkter Nachfolger wurde Ludwig Adolf Friedrich von Winterfeld wurde[7]
- 1804 bis 1816 Ludwig Adolf Friedrich von Winterfeld (1765–1842),[10] war der Sohn des obigen Ernst (Wilhelm) Friedrich von Winterfeld, wurde nach 1816 Landrat im Kreis Prenzlau.

## Landreiter
- 1582 Paul Fischer[11]
- 1617 Friedrich Hartwig[11]
- 1665 bis 1671 Hans Borges, des Amtes enthoben[11]
- 1678 Johannes Hartlieb[11]
- NN Hartlieb[11]
- NN Mertens[11]
- um 1763 Heinrich Thimoteus Meiner, wurde des Amtes enthoben[11]
- 1775 Gottschalck[12]
- 1803 Hermann Heinrich Schrader[13]